# Eihei-ji
L'Eihei-ji (永平寺, « temple (ji) de la paix (ei) éternelle (hei) »,), transcrit aussi Eihai-ji, est l'un des deux principaux temples japonais de l'école Sōtō du bouddhisme zen. Il a été fondé en 1244 par Eihei Dōgen qui introduisit le sōtō au Japon depuis la Chine. Eihei-ji se situe dans le bourg d'Eiheiji, dans la préfecture de Fukui au Japon.

## Histoire

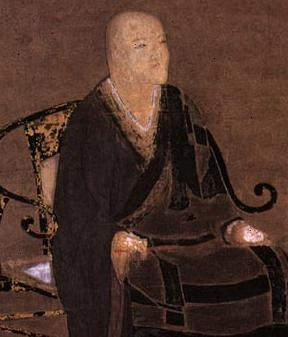
Dōgen, le fondateur du temple en 1244.

L'Eihei-ji a été fondé en 1244, durant l'époque de Kamakura par Eihei Dōgen dans un bois d'une zone rurale et montagneuse du Japon loin des distractions de la vie urbaine. À la mort de Dōgen, son successeur fut controversé et un schisme se déclara, qui est connu sous le nom de sandai sōron. C'est ainsi que jusqu'en 1468, le temple fut tenu par la lignée chinoise issue de Jakuen qui était un ami de Dōgen.
Eihei-ji et Sōji-ji devenant rivaux au cours des siècles, Eihei-ji se réclama du fait que la résidence originelle de Dōgen se trouvait à Eihei-ji. William Bodiford de l'UCLA remarque à ce sujet :

« La mémoire de Dōgen a permis d'assurer la santé financière d' Eihei-ji, de le maintenir en bon état, habité et fréquenté par des moines et des pèlerins laïques se référant à Dōgen comme source d'inspiration religieuse. Eihei-ji est devenu le lieu de Dōgen, le temple où l'on célèbre Dōgen, où l'on pratique le zen de Dōgen, où l'on publie leShōbōgenzō de Dōgen, où on le lit, et où l'on vient étudier le bouddhisme de Dōgen. En nous souvenant de Dōgen, nous devrions également nous rappeler que le souvenir n'est pas neutre en termes de valeur... »

Le temple fut détruit à plusieurs reprises par des incendies et reconstruit. La structure la plus ancienne date de 1749. Aujourd'hui l'Eihei-ji est le temple principal de l'école zen Sōtō. Il est actuellement dirigé par Minamisawa Dōnin Zenji.

## Description

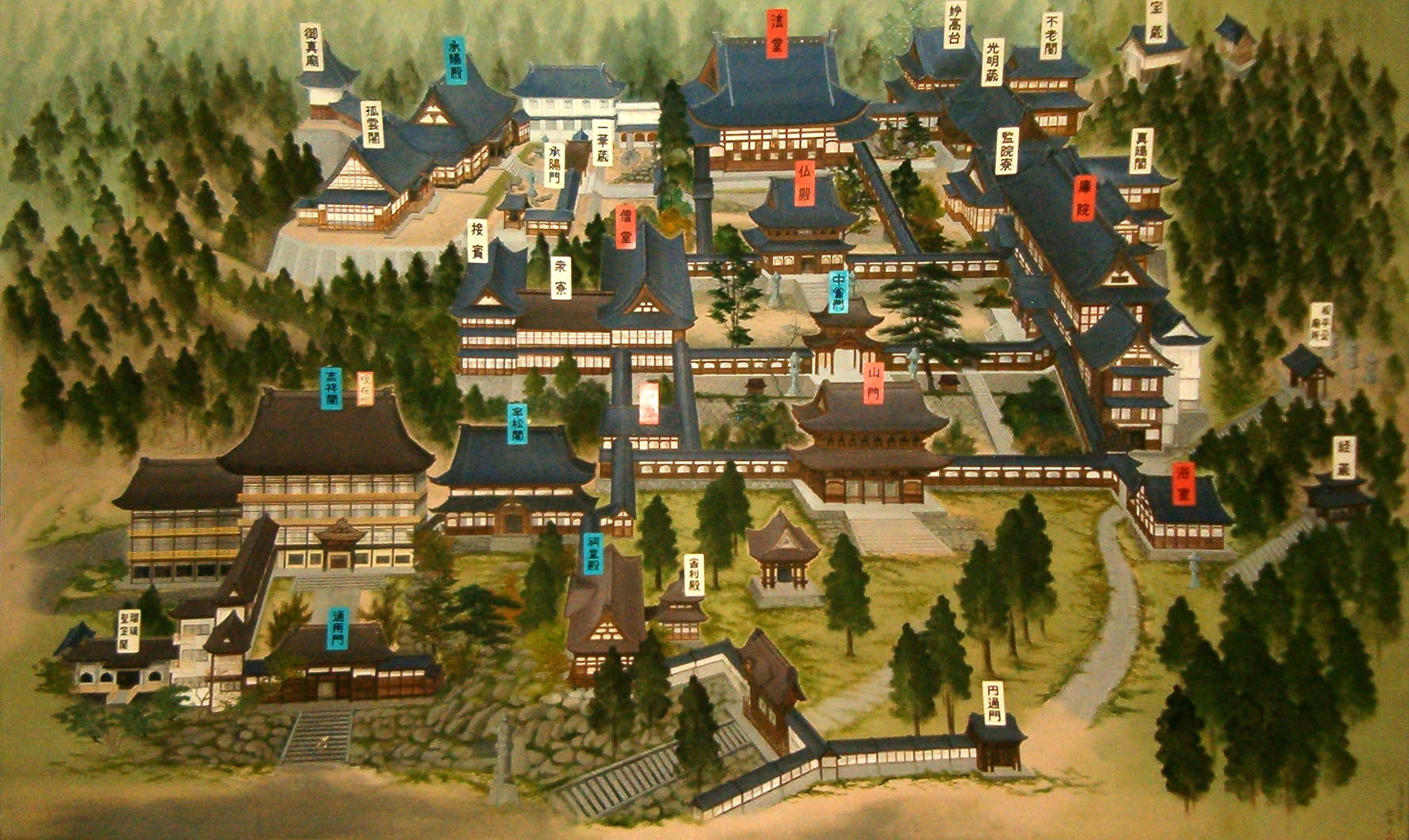
Cette représentation du complexe d'Eihei-ji est due à un moine de la préfecture d'Aichi. Il lui a fallu quatre ans et demi pour la réaliser.

Aujourd'hui, le temple et ses jardins couvrent 330 000 m2. Sur l'autel principal du Butsuden (Buddha hall) se trouvent les statues des Bouddhas des trois temps : de droite à gauche, Amida Butsu (passé), Shakyamuni Butsu (présent), et Miroku (Maitreya) Bosatsu (futur).
Parmi les soixante-dix structures du temple, on relèvera les éléments suivants: Sanmon (portail), Hatto (salle du Dharma), Sōdo (salle des moines, bâtiment consacré à la pratique du zazen), Daiku-in (cuisine, trois étages et un sous-sol), Yokushitsu (les bains) et Tosu (les toilettes) - à noter que le Shōbōgenzō de Dōgen inclut un chapitre (Purification, japonais : « 洗浄 (Senjo) ») sur la miction et la défécation. La plupart de ces règles sont encore en vigueur aujourd'hui). Le Shōrō (beffroi) abrite l'obon sho, la grande cloche brahmane. Dans le Shidoden (Salle du Mémorial) se trouvent des milliers de tablettes pour les laïcs décédés, tandis que le Joyoden (salle des fondateurs) contient les cendres de Dōgen et de ses successeurs. Ici, de la nourriture est offerte chaque jour aux images des défunts comme s'ils étaient des enseignants vivants. Le Kichijokaku (bâtiment/centre des visiteurs) est un large bâtiment moderne haut de quatre étages destiné aux laïcs, avec cuisine, bain, chambres et une salle pour la pratique de zazen.

## Tourisme
Les visiteurs doivent s'habiller discrètement et garder le silence. Ils peuvent assister à des retraites de méditation d'un à trois jours, moyennant paiement. Chaque visiteur reçoit une liste des règles à respecter. Ainsi, par exemple, il est interdit de photographier des moines en formation. Plus d'un million de visiteurs passent par les portes d'Eihei-ji tous les ans, à l’exception de 2003, année qui a vu arriver seulement 800 000 personnes, la ligne de chemin de fer entre la ville de Fukui et la gare d'Eiheijiguchi ayant été temporairement mise hors service durant cette période.

Plan de Eihei-ji

Un service commémoratif, une source importante de revenus pour Eihei-ji, est organisé tous les cinquante ans depuis le XVIe siècle à l'occasion de l'anniversaire de l'entrée en nirvana de Dōgen Zenji. Par exemple, environ 23 700 moines y ont assisté en 1752, ce qui a généré suffisamment d'argent pour reconstruire la porte principale. Des groupes du monde entier, y compris un groupe de San Francisco, se sont formés pour effectuer le pèlerinage à Eihei-ji à l'occasion du 750e anniversaire en 2002.

## Galerie

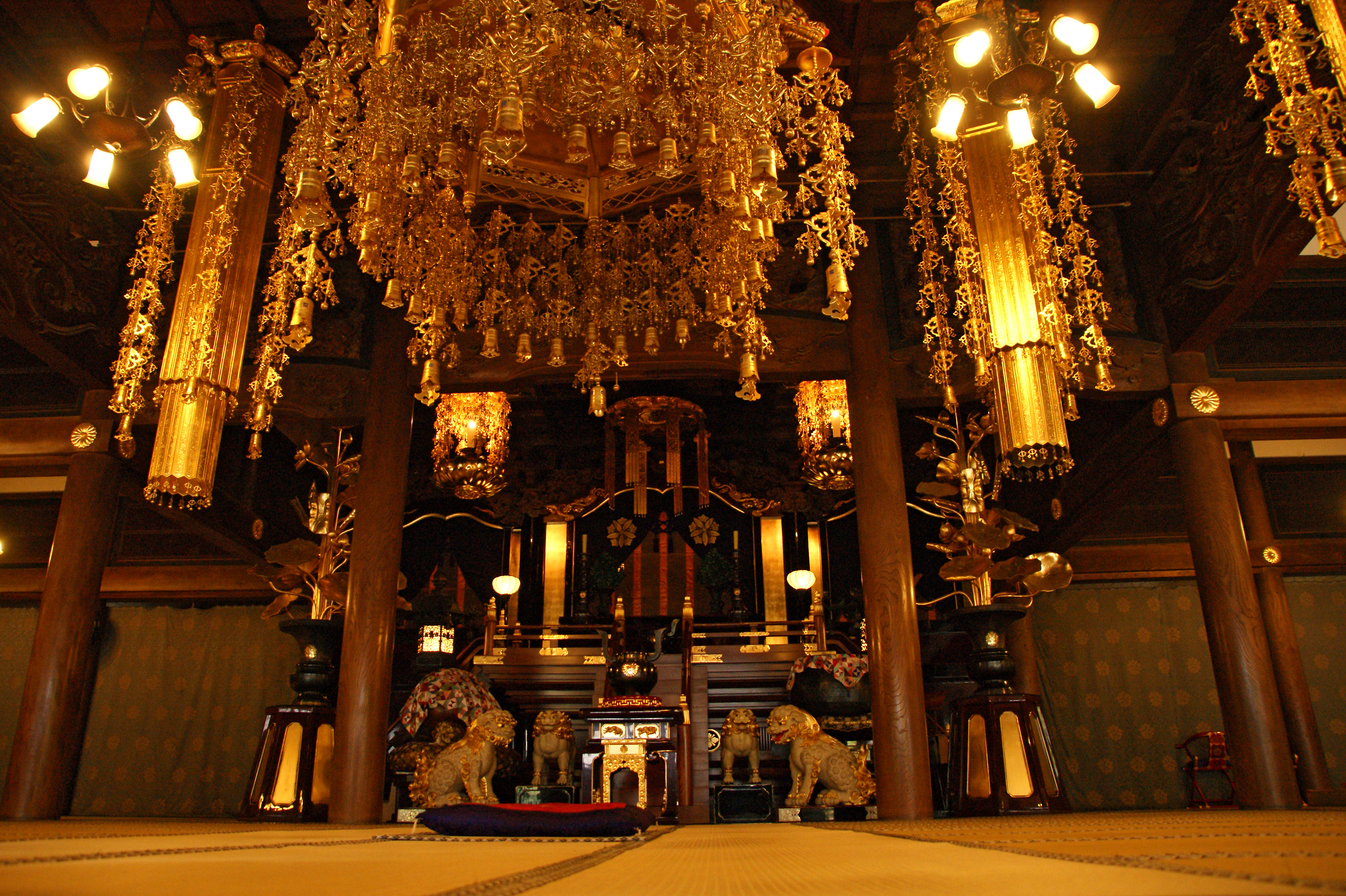
Hatto (salle du Dharma)
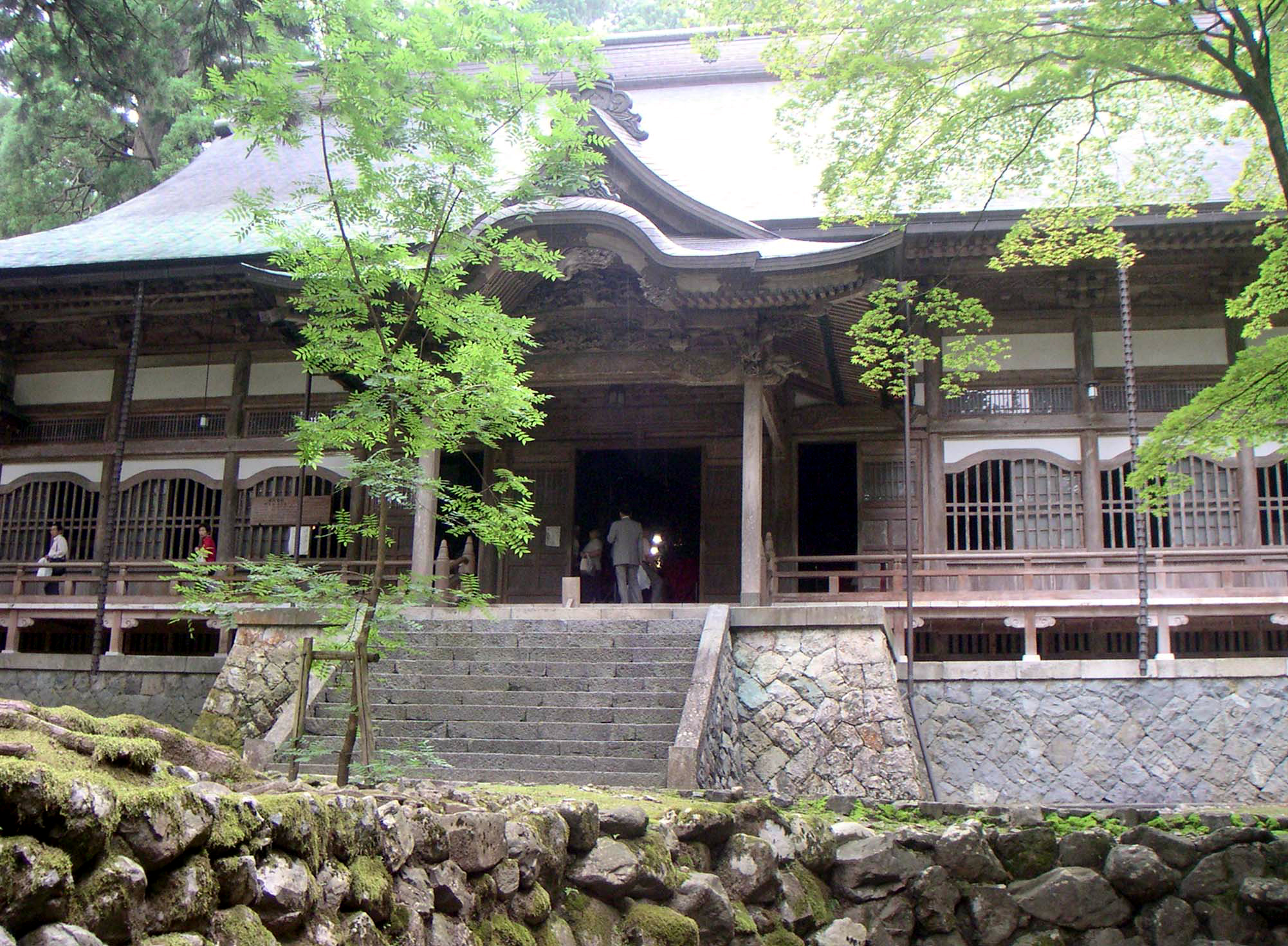
Shidoden (Mémorial)
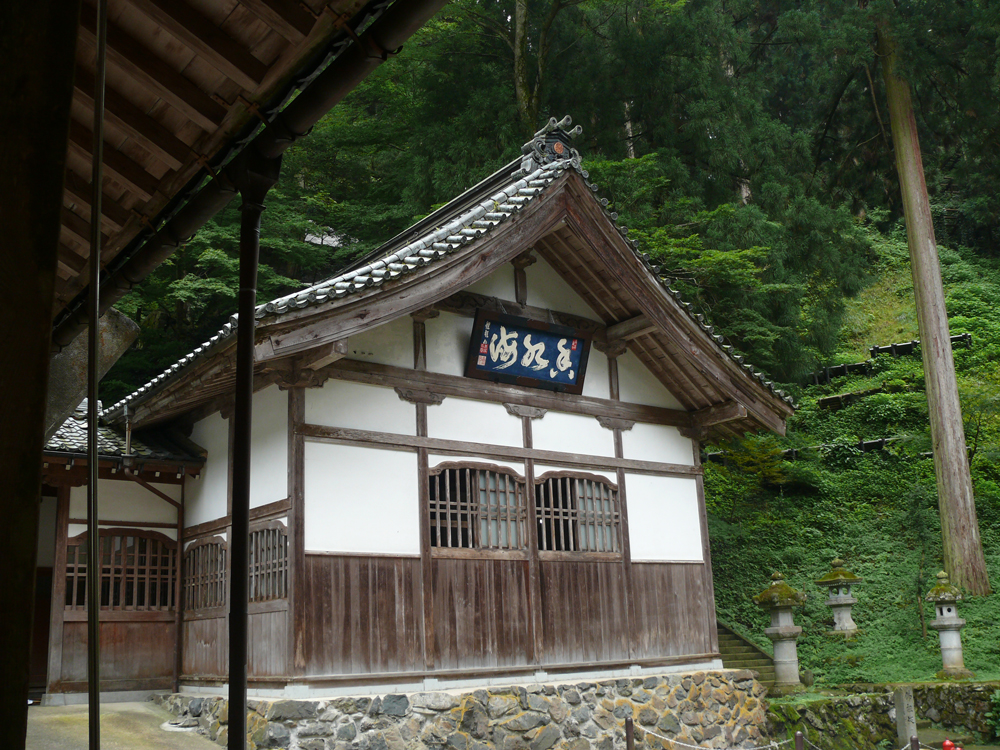
Yokushitsu (Les bains)
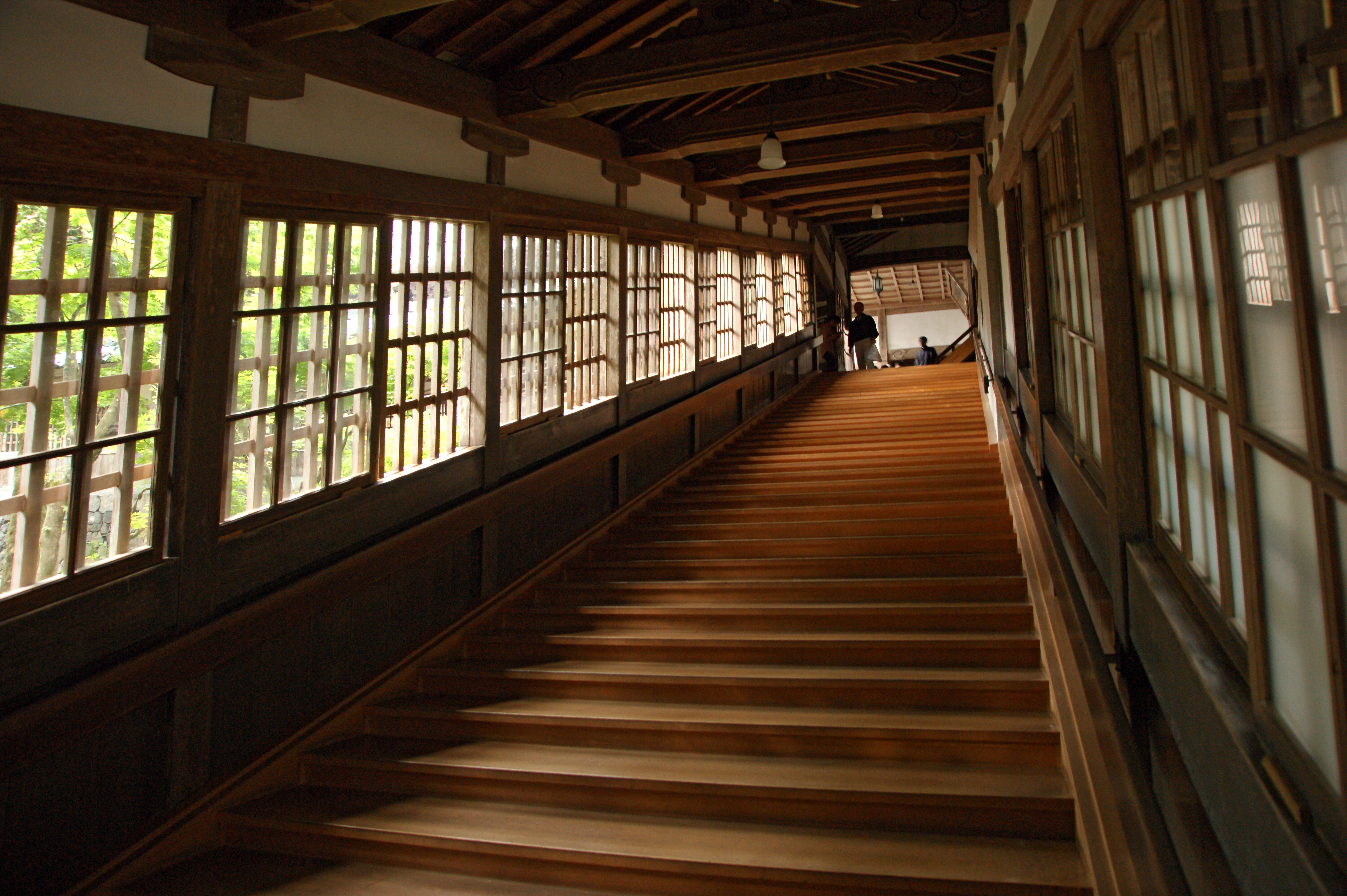
Un des corridors couverts.